# Cacografia
A cacografia (caco- do gr. κακός kakós "mau" e -grafia do gr. γραφή grafé "escrita") designa um erro ortográfico. O termo também é usado para denominar a folha de exercícios contendo erros ortográficos, que deve ser corrigida pelo aluno.